# Mendeley
Mendeley és un programari de gestió de referències, d'escriptori i Web, descobrir nova recerca i col·laborar en línia. Combina Mendeley Desktop, una aplicació per visualitzar PDFs i gestionar citacions (disponible per a Windows, Mac i Linux) amb Mendeley Web, una xarxa social d'investigadors. Permet també unir-se a diverses comunitats on es comparteixen referències.

## Història
Mendeley fou fundat el Novembre 2007 i la seu central es troba a Londres. La primera versió pública beta va ser publicada a l'agost 2008. Els inversors inclouen exinversors de Last.fm, antics enginyers de Skype i l'antic cap d'Estratègia Digital de Warner Music Group, així com acadèmics de la universitat de Cambridge i de la universitat de Johns Hopkins.
Mendeley ha guanyat diversos premis: Plugg.eu a l'"European Start-up of the Year 2009" (Start-up -nova empresa- Europea de l'any 2009), TechCrunch Europas "Best Social Innovation Which Benefits Society 2009" (Millor innovació social amb beneficis per a la societat 2009) i The Guardian va classificar-lo en posició número 6 a "Top 100 tech media companies" (Top 100 empreses de tecnològia).

## Característiques
- Mendeley Desktop està desenvolupat en Qt, disponible per a Windows, Mac i Linux.
- Extracció automàtica de metadades d'articles PDF.
- Còpia de seguretat i sincronització entre diversos ordinadors i compte privada en línia.
- Visor PDF amb notes, selecció de text i pantalla completa.
- Busca de text de tots els articles.
- Filtrat intel·ligent i canviador de noms de PDFs.
- Citacions i bibliografies per a Microsoft Word and OpenOffice. També genera fitxers BibTex.
- Importació d'articles científics de diverses pàgines Web (per exemple PubMed, Google Scholar, Arxiv, etc.) utilitzant el bookmarklet del navegador.
- Mendeley utilitza COinS a la seva Web i al bookmarklet del navegador pot importar de llocs Web que suportin COinS.
- Compartir i col·laborar en grup, anotacions d'articles de recerca, gestió d'etiquetes.
- Característiques de xarxa social (per a seguir investigadors, feeds)
- Estadístiques de lectura sobre articles, autors i publicacions.

## Línia de desenvolupament
- Desembre del 2009: 0.9.5 beta.
- Juliol del 2009: 0.9.0 beta.
- Desembre del 2008: 0.6.0 beta.
- 13 d'agost del 2008: Alliberament amb el suport de Stefan Glänzer de Last.fm, antics enginyers de Skype i desenvolupadors de KDE.